# 土浦海軍航空隊

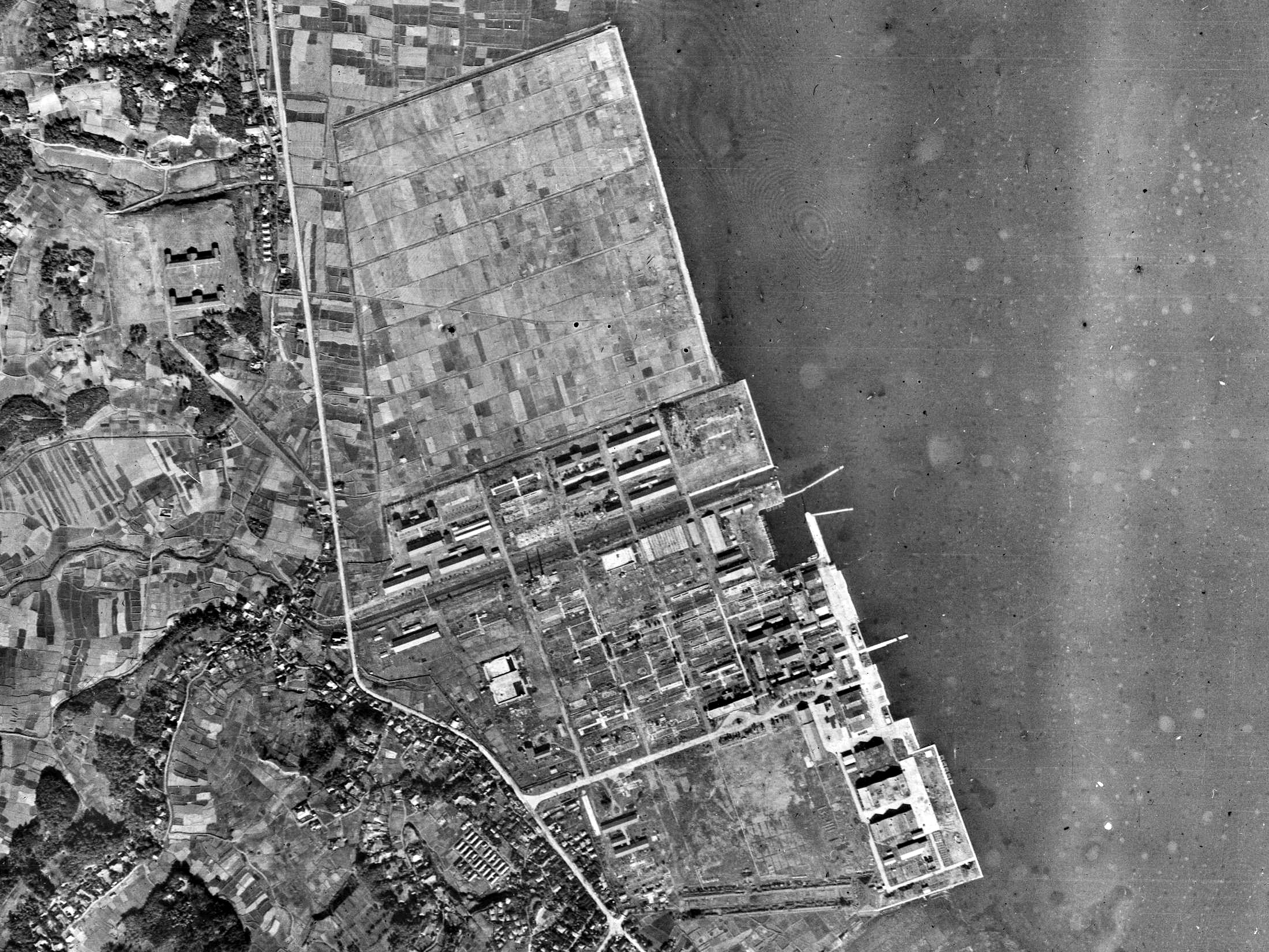
土浦海軍航空隊基地跡（1947年）
現在の陸上自衛隊土浦駐屯地。

土浦海軍航空隊（つちうらかいぐんこうくうたい）は、日本海軍の部隊・教育機関の一つ。茨城県土浦市に所在した。予科練の練成を行ってきた霞ヶ浦海軍航空隊を初歩練習・実用練習部隊に改編させるため、予科練習部を独立移転させる形で発足した。太平洋戦争開戦とともに、全国各地に後発の予科練航空隊が林立したが、そのルーツともいえる教育部隊である。略称は「土空（つちくう）」。

## 沿革
原隊である霞ヶ浦海軍航空隊は、1925年（大正14年）3月1日の開隊以来、一貫して航空機の実機訓練を担ってきた。ここに横須賀海軍航空隊から予科練が移転したのは1939年（昭和14年）3月1日である。日華事変の長期化と対米英戦を意識した軍拡にともない、霞ヶ浦空での訓練強化が望まれた。そこで、初歩操縦訓練に到達していない予科練習部を移転し、開いたスペースを初歩・実用機訓練部隊に明け渡すとともに、予科練のさらなる拡張を図ることとした。そこで1940年（昭和15年）11月15日をもって、鹿島海軍航空隊の開隊によって遊休化していた茨城県稲敷郡阿見村の霞ヶ浦空水上機練習場跡に移転し、土浦空を発足させた。移転の際は、霞ヶ浦空の全予科練生を一手に引き受けたため、甲飛・乙飛・丙飛がすべてそろってしまうことになり、特に甲飛と乙飛の対立は深刻の度を増していた。これが後発の三重海軍航空隊・鹿児島海軍航空隊の増設計画に発展する。しかし、戦況の悪化によって、後発航空隊による甲乙分離計画は立ち消えとなり、末期まで尾を引いた。
1943年（昭和18年）に東宝映画が制作した戦争映画「決戦の大空へ」は、予科練生徒の勧誘を目的としていたため、予科練教育の中核をなした土浦空は撮影に全面協力した。ロケ地となり、錬成風景や施設の様子が随所に写されている。
- 1940年（昭和15年）
  - 11月15日 - 霞ヶ浦海軍航空隊予科練習部を土浦に移転し開隊。横須賀鎮守府第11連合航空隊
  - 11月28日 - 丙飛第2期入隊(16年1月15日進級)
  - 12月1日 - 乙飛第15期入隊(17年11月25日卒業)
- 1941年（昭和16年）
  - 2月28日 - 丙飛第3期入隊(8月1日卒業)
  - 4月1日 - 甲飛第8期入隊(17年9月25日卒業)
  - 5月1日 - 乙飛第16期入隊(18年3月-7月卒業)・丙飛第4期入隊(10月31日卒業)
  - 6月30日 - 丙飛第5期入隊(12月29日卒業)
  - 8月30日 - 丙飛第6期入隊(17年2月28日卒業)
  - 10月1日 - 甲飛第9期入隊(18年1月卒業)
  - 10月31日 - 丙飛第7期入隊(17年4月28日卒業)
  - 12月27日 - 丙飛第8期(17年7月29日卒業)・第9期(17年9月23日卒業)入隊
- 1942年（昭和17年）
  - 2月28日 - 丙飛第10期入隊(11月24日卒業)
  - 4月1日 - 甲飛第10期入隊(18年5月24日卒業)
  - 5月1日 - 乙飛第18期入隊(19年3月25日卒業)
  - 8月1日 - 三重空開隊により甲飛第10期・乙飛第18期の一部転出
  - 10月1日 - 甲飛第11期の一部入隊(19年1月12日卒業)
  - 12月1日 - 乙飛第19期の一部入隊(20年1月卒業、最後の飛行練習生)
- 1943年（昭和18年）
  - 1月31日 - 丙飛第16期入隊(12月24日卒業)
  - 4月1日 - 予科練航空隊を統括する第19連合航空隊を新編。甲飛第12期前期の一部入隊。
  - 5月1日 - 乙飛第20期の一部入隊(土空最後の乙飛、20年3月20日卒業)
  - 8月1日 - 甲飛第12期後期の一部入隊(19年3月卒業)
  - 10月1日 - 甲飛第13期前期の一部入隊(19年5月卒業)
  - 12月1日 - 甲飛第13期後期の一部入隊(19年7月卒業)
- 1944年（昭和19年）
  - 4月1日 - 甲飛第14期前期の一部入隊(20年3月卒業)
  - 6月1日 - 甲飛第14期後期の一部入隊(卒業なし)
  - 9月1日 - 卒業生の飛行練習凍結。甲飛第14期前期、清水海軍航空隊に320名、三沢海軍航空隊に450名転出
  - 9月15日 - 甲飛第15期前期の一部入隊
- 1945年（昭和20年）
  - 3月1日 - 19連空解散。横須賀鎮守府隷下第20連合航空隊に転籍。甲飛第14期の一部、三沢空に転出
  - 4月1日 - 甲飛第16期前期入隊
  - 6月1日 - 甲飛第16期後期入隊。予科練教育凍結
  - 6月10日 - 空襲全焼。練習生182名戦死
- 終戦後解隊された

## 戦後の跡地及び周辺の状況
西側の第一海軍航空廠が所在した右籾地域は、一部が国鉄療養所（その後再開発されて摩利山団地となる）や引揚者住宅などに転用されるも、武器関係の整備施設や滑走路は霞ヶ浦駐屯地として残った。
霞ヶ浦に面する土浦海軍航空隊跡地（青宿地域）は1952年（昭和27年）に立川から保安隊武器学校が移転。旧司令部庁舎など中枢施設を活用しながら、武器学校は陸自の重要教育機関として機能し続けている。1980年（昭和55年）には武器学校の敷地内にある雄翔園に『若鷲の歌』の歌碑が建立された。隣接した地域には2010年に予科練平和記念館が開館し、予科練の歴史や展示物の紹介を行っている。土空の北側敷地は、多くが引揚者によって開拓され現在でも整然と区画された農地として残存する。
近傍の霞ヶ浦海軍航空隊跡の一部は協和発酵キリン（現在はMCフードスペシャリティーズ）や井関農機の工場になっている。また、中心部の同航空隊本部のあった地域には霞ヶ浦農科大学が開校し、その後茨城県立農科大学→茨城大学農学部と変遷を辿るものの、航空隊時代の建物がごく最近まで校舎として使用されていた。また旧医務室は農科大学に隣接する形で土浦協同病院の分院として開院したが、こちらも1949年に東京医科大学霞ヶ浦病院となり東京医科大学茨城医療センターとして現在に至っている。

## 主要機種
- 零式水上初歩練習機
- 九三式中間練習機

## 歴代司令
- 青木泰二郎 大佐：1940年11月15日[2] -
- 長谷川喜一 大佐：1942年4月25日 -
- 松岡知行 少将：1942年11月1日 -
- 荒木敬吉 大佐：1943年3月1日 -
- 渡邊謙次郎 大佐：1944年8月7日 -
- 藤吉直四郎 少将：1945年6月30日 - 解隊